# كيسة عنكبوتية
الكيسات العنكبوتية (بالإنجليزية: Arachnoid cysts)‏ هي سائل دماغي شوكي مغطى بالخلايا العنكبوتية والكولاجين والذي قد ينمو بين سطح الدماغ وقاعدة الجمجمة أو على الغشاء العنكبوتي، وهو أحد الطبقات السحائية الثلاث التي تغطي الدماغ والحبل الشوكي. وتُعد الكيسات العنكبوتية الأولية هي اضطراب خلقي بينما الكيسات العنكبوتية الثانوية هي نتيجة لإصابة في الرأس أو صدمة. تبدأ معظم حالات الكيسات الأولية خلال فترة الرضاعة؛ ومع ذلك قد يتأخر ظهورها حتى سن المراهقة.

## علامات وأعراض
المرضى الذين يعانون من الكيسات العنكبوتية قد لا تظهر عليهم الأعراض أبدًا حتى في بعض الحالات التي يكون فيها الكيس كبيرًا، لذلك في حين أن وجود الأعراض قد يؤدي إلى مزيد من الاستقصاء السريري لكن الأعراض المستقلة عن البيانات الإضافية لا يمكن -ولا ينبغي - تفسيرها كدليل على وجود الكيس أو حجمه أو موقعه أو التأثير الوظيفي المحتمل على المريض.
تختلف الأعراض حسب حجم وموقع الكيس (الأكياس) على الرغم من أن الأكياس الصغيرة عادة لا تظهر عليها أعراض ويتم اكتشافها بالصدفة فقط. ومن ناحية أخرى قد ينتج عن الكيسات الكبيرة عدد من الأعراض:
- تشوه الجمجمة أو تضخم الرأس (ضخامة الرأس) خاصة عند الأطفال[4]
- تظهر الأكياس في المنطقة فوق السرجية عند الأطفال على شكل تمايل وإيماء في الرأس يسمى متلازمة دمية الرأس المزركشة.
- ارتبطت الكيسات الموجودة في الحفرة القحفية الوسطى اليسرى بـاضطراب نقص الانتباه مع فرط النشاط في دراسة أجريت على الأطفال المصابين.[5]
- الصداع.[2] لا يعاني المريض المصاب بالصداع بالضرورة من كيس عنكبوتي.
  - في دراسة أجريت عام 2002 على 78 مريضًا يعانون من الصداع النصفي أو صداع التوتر، أظهرت فحوصات التصوير المقطعي المحوسب وجود تشوهات في أكثر من ثلث المرضى على الرغم من أن الأكياس العنكبوتية شكلت 2.6% فقط من المرضى في هذه الدراسة.[6]
  - وجدت دراسة أن 18% من المرضى الذين يعانون من الأكياس العنكبوتية داخل الجمجمة يعانون من صداع غير محدد. كان الكيس في موقع صدغي في 75% من هذه الحالات.[7]
- النوبات
- استسقاء الرأس (التراكم المفرط للسائل النخاعي)
- زيادة الضغط داخل القحف
- تأخر النمو
- التغييرات السلوكية
- غثيان
- خلل الحركة
- الخزل الشقي  (ضعف أو شلل في جانب واحد من الجسم)
- رنح (عدم القدرة على التحكم في العضلات)
- هلوسة موسيقية[8]
- عته قبل الكهولة[9] حالة غالبًا ما ترتبط بـمرض الزهايمر
- في المرضى المسنين (> 80 عامًا) كانت الأعراض مشابهة للورم الدموي تحت الجافية المزمن أو استسقاء الضغط الطبيعي:[10]
  - مرض عقلي
  - تبول لا إرادي
  - ضعف نصفي
  - صداع الرأس
  - النوبات

### أعراض موضعية (حسب المكان)
- يمكن للكيس العنكبوتي في المنطقة فوق خيمة المخيخ أن يحاكي هجوم مرض منيير.[11]
- ارتبطت الكيسات العنكبوتية الأمامية بالاكتئاب.[12]
- ارتبطت الكيسات الموجودة على الفص الصدغي الأيسر بالذهان.[13][14] أظهر الكيس الجبهي الصدغي الأيسر أعراض الإصابة باللامفرداتية.[15]
- نتج عن الكيس الموجود على الثلم الوحشي الأيمن ظهور جديد لأعراض شبيهة بالفصام في سن 61 عامًا.[16]
- يعاني المريض المصاب بكيس على الحفرة القحفية الوسطى اليسرى من هلوسة سمعية، وصداع شبيه بالصداع النصفي، وجنون العظمة الدورية[7]
- المرضى الذين يعانون من تكيسات الفص الصدغي الأيسر لديهم اضطرابات مزاجية مشابهة للاكتئاب الهوسي (الاضطراب ثنائي القطب) ومن المعروف أنهم يظهرون عدوانية خارجية[17]

## أسباب
السبب الدقيق للكيسات العنكبوتية غير معروف، يعتقد الباحثون أن معظم حالات الكيسات العنكبوتية هي تشوهات تطورية تنشأ من الانقسام أو التمزق غير المبرر للغشاء العنكبوتي.
في بعض الحالات تكون الكيسات العنكبوتية التي تحدث في الحفرة الوسطى مصحوبة بتخلف (نقص تنسج) أو ضغط في الفص الصدغي. الدور الدقيق الذي تلعبه تشوهات الفص الصدغي في تطور الأكياس العنكبوتية الحفرية الوسطى غير معروف.
هناك بعض الحالات التي ارتبطت فيها الاضطرابات الوراثية بالكيسات العنكبوتية.
يمكن أن تحدث بعض مضاعفات الكيسات العنكبوتية عندما يتضرر الكيس بسبب صدمة طفيفة في الرأس. يمكن أن تتسبب الصدمة في تسرب السائل الموجود داخل الكيس إلى مناطق أخرى (على سبيل المثال الحيز تحت العنكبوتية )، كما قد تتمزق الأوعية الدموية الموجودة على سطح الكيس وتنزف في الكيس (نزف داخل الكيس) مما يزيد من حجمه، إذا كان أحد الأوعية الدموية ينزف خارج الكيس فقد ينتج عن ذلك تجمع من الدم (ورم دموي). في حالات النزف داخل الكيس والورم الدموي قد يعاني الفرد من أعراض زيادة الضغط داخل الجمجمة وعلامات ضغط الأنسجة العصبية القريبة (العصبية).
يناقش بعض العلماء ما إذا كانت الأكياس العنكبوتية حالة متجانسة حقيقية أو إذا كان يجب فصلها عن الأكياس الثانوية. أظهرت دراسة حديثة اختلافات في الاتصال بين الكيس العنكبوتي والفضاء تحت العنكبوتية بواسطة تصوير الصهاريج المقطعي. تظهر مقارنة بين سائل الكيس العنكبوتي والسائل النخاعي في سلسلة من المرضى اختلافات في التركيب الكيميائي.
يمكن أن تحدث الكيسات العنكبوتية أيضًا بشكل ثانوي لاضطرابات أخرى مثل متلازمة مارفان أو التهاب العنكبوتية أو عدم تكوين الجسم الثفني.

## تشخيص

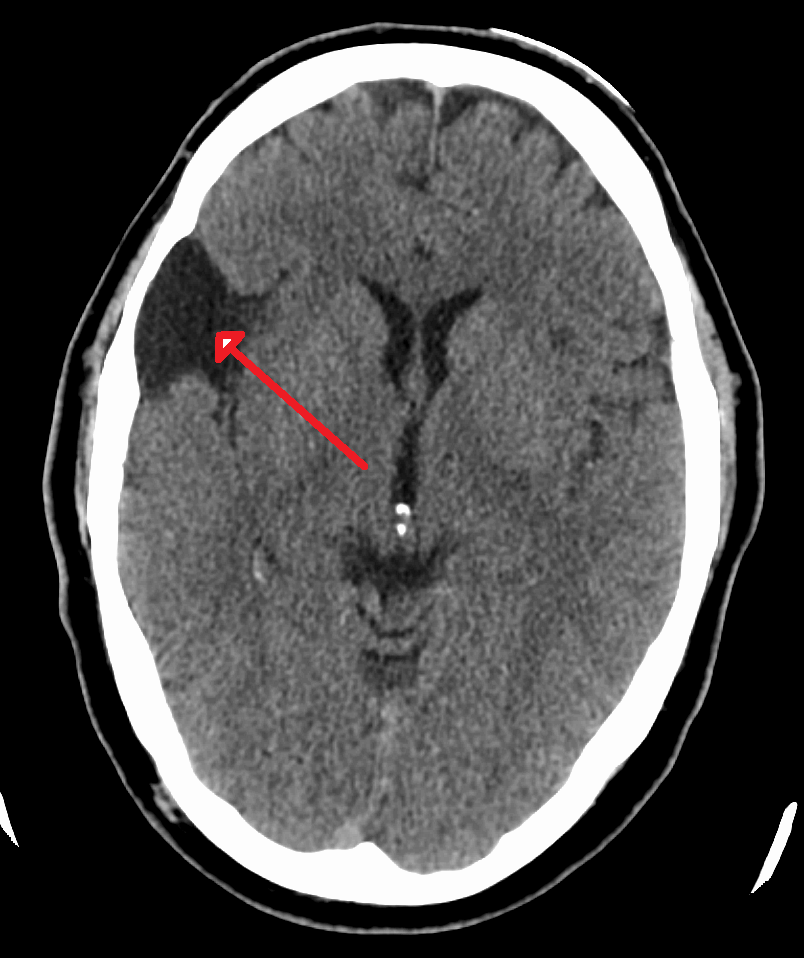
كيس عنكبوتي كما يظهر في صورة مقطعية للدماغ

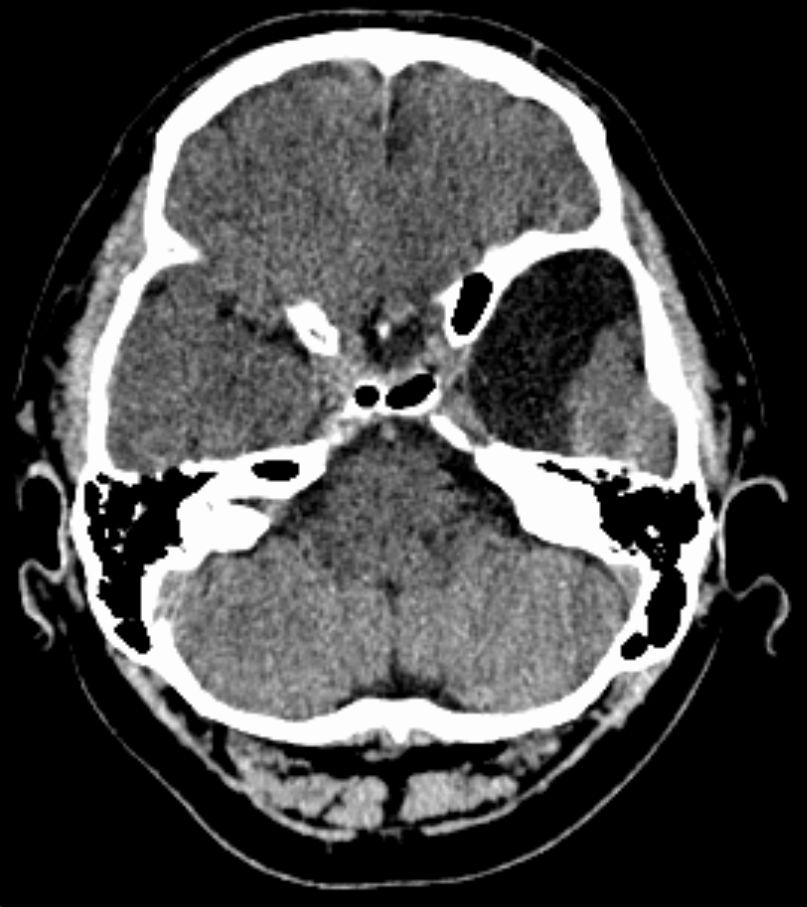
التصوير المقطعي المحوري يظهر كيس عنكبوتي نموذجي صدغي يساري.

يتم التشخيص بشكل أساسي عن طريق التصوير بالرنين المغناطيسي، في كثير من الأحيان تكون الخراجات العنكبوتية عبارة عن نتائج عرضية في فحوصات التصوير بالرنين المغناطيسي التي يتم إجراؤها لأسباب سريرية أخرى، ومن الناحية العملية يتطلب تشخيص الأكياس العنكبوتية المصحوبة بأعراض وجود أعراض، ولا تظهر الأعراض على العديد من المصابين بهذا الاضطراب.
تشمل أدوات التقييم السريري الإضافية التي يمكن أن تكون مفيدة في تقييم المريض المصاب بالأكياس العنكبوتية اختبار الحالة العقلية المصغر (اختبار فلوشتاين) (MMSE) وهو اختبار موجز قائم على الاستبيان يستخدم لتقييم الإدراك.

### تصنيف
يمكن العثور على الكيسات العنكبوتية في الدماغ أو على العمود الفقري، عادة ما تحدث الكيسات العنكبوتية داخل الجمجمة بالقرب من الصهريج العنكبوتي. قد تكون الأكياس العنكبوتية الشوكية خارج الجافية أو داخل الجافية أو حول العصب وتميل إلى الظهور بعلامات وأعراض تدل على اعتلال الجذور.
يمكن أيضًا تصنيف الأكياس العنكبوتية على أنها أولية (خلقية) أو ثانوية (مكتسبة) وقد تم الإبلاغ عنها في البشر والقطط والكلاب.
يمكن أن تكون الأكياس العنكبوتية بدون أعراض نسبيًا أو تظهر مع أعراض خبيثة؛ لهذا السبب غالبًا ما يتأخر التشخيص.

## علاج
معظم الكيسات العنكبوتية لا تظهر عليها أعراض ولا تتطلب علاجًا، لكن قد يكون العلاج ضروريًا عند ظهور الأعراض. يمكن استخدام مجموعة متنوعة من الإجراءات لفك الضغط (إزالة الضغط من) الكيس.
- التنسيب الجراحي لتحويلة دماغية :[25]
  - تحويلة داخلية تصب في الحجرة تحت الجافية.[26]
  - تحويلة كيس الصفاق تصب في التجويف البريتوني.[27]
- النوفذة :
  - حج القحف مع الجراحة[28]
  - أثبتت تقنيات التنظير الداخلي المختلفة فعاليتها[29] بما في ذلك التقنيات بمساعدة الليزر.[30]
- الصرف عن طريق خزعة إبرة أو ثقب الجمجمة.
- استئصال المحفظة[10]
- قد تعالج العلاجات الدوائية أعراضًا محددة مثل النوبات أو الألم.

## ماّل المرض
معظم الكيسات العنكبوتية لا تظهر عليها أعراض ولا تتطلب علاجًا، في حالة وجود مضاعفات قد يؤدي ترك الأكياس العنكبوتية دون علاج إلى تلف عصبي شديد دائم بسبب التوسع التدريجي للكيس (الأكياس) أو النزف (النزيف). ومع ذلك مع العلاج فإن معظم الأفراد الذين يعانون من الكيسات العنكبوتية المصحوبة بأعراض يتحسنون.
قد يكون هناك مآلات أخرى:
- المرضى الذين يعانون من ضعف الإدراك قبل الجراحة تحسنوا بعد العملية الجراحية بعد تخفيف الضغط الجراحي للكيس.[31][32]
- يمكن للجراحة حل المظاهر النفسية في حالات مختارة.[33]

## وبائيات
تظهر الأكياس العنكبوتية في ما يصل إلى 1.1% من السكان مع توزيع بين الجنسين بنسبة 1:2 ذكر:أنثى. 20% فقط من هؤلاء تظهر عليهم أعراض استسقاء الرأس الثانوي.
وجدت دراسة أجريت على 2536 شابًا سليمًا انتشارًا بنسبة 1.7% (95% مجال ثقة 1.2 إلى 2.3٪). تتطلب نسبة صغيرة فقط من الحالات غير الطبيعية المكتشفة عناية طبية عاجلة.